# Vladislav Radímov
Vladislav Nikoláievich Radímov (San Petersburgo, Rusia, 26 de noviembre de 1975) es un exfutbolista y entrenador ruso. Jugaba como centrocampista y su último equipo fue el Zenit de San Petersburgo, en el que actualmente trabaja como coordinador.

## Biografía
Vladislav Radímov nació en San Petersburgo, Rusia (antigua Unión Soviética). Empezó su carrera profesional en un equipo de su ciudad natal, el Smena-Saturn Saint Petersburg, en 1992. 
A los pocos meses fichó por el CSKA de Moscú. Al principio jugo con el equipo B, hasta que debutó con la primera plantilla el 30 de julio de 1992 en un partido contra el FC Okean Nakhodka.
En 1996 fichó por el Real Zaragoza español. Debutó en la Primera división española el 8 de septiembre en el partido Sevilla FC 1-2 Zaragoza. 
En 1999 perdió la titularidad en el equipo aragonés y decidió marcharse unos meses a su país para jugar en calidad de cedido en el Dinamo de Moscú. Con este equipo alcanzó la final de la Copa de Rusia, aunque finalmente el trofeo se lo llevó el Zenit de San Petersburgo al imponerse en aquella final por tres goles a uno.
Después de la cesión regresó al Zaragoza hasta el final de temporada. Disputó diez partidos de liga y ayudó a su equipo a quedar cuarto en la clasificación.
Ese mismo verano emigró a Bulgaria para entrar a formar parte la plantilla del Levski de Sofia. Allí conquista el título de Liga.
Al año siguiente fichó por el Krylia Sovetov Samara, donde pronto se convirtió en capitán del equipo.
En 2003 firmó un contrato con su actual club, el Zenit de San Petersburgo. Ese mismo año el Zenit realizó una muy buena temporada acabando segundo en la clasificación. En poco tiempo Radímov tuvo el honor de ser nombrado capitán.
En 2007 consigue ganar el campeonato de Liga. Además esa temporada el equipo participaba en la Copa de la UEFA, en la que llegó a la final, la cual consiguió ganar por dos goles a cero al Glasgow Rangers. Ese fue el mayor éxito en la historia del Zenit. Ese mismo año el equipo ganó la Supercopa de Europa al imponerse al Manchester United F.C. por dos goles a uno.
En 2008 el club ganó otro título, la Supercopa de Rusia. 

## Selección nacional
Ha sido internacional con la selección de fútbol de Rusia en 33 ocasiones. Su debut como internacional se produjo el 17 de agosto de 1994 en un partido amistoso contra Austria.
Participó en la Eurocopa de Inglaterra de 1996. Radímov jugó los tres partidos que Rusia disputó en el torneo.

## Clubes
| Club                          | País     | Año       |
| ----------------------------- | -------- | --------- |
| Smena-Saturn Saint Petersburg | Rusia    | 1992      |
| CSKA Moscú II                 | Rusia    | 1992      |
| CSKA Moscú                    | Rusia    | 1993-1996 |
| Real Zaragoza                 | España   | 1996-2001 |
| → Dinamo Moscú (cedido)       | Rusia    | 1999      |
| Levski Sofia                  | Bulgaria | 2001      |
| Krylia Sovetov Samara         | Rusia    | 2001-2002 |
| Zenit San Petersburgo         | Rusia    | 2003-2008 |

## Títulos
- 1 Liga de Bulgaria (Levski de Sofia, 2001)
- 1 Liga de Rusia (Zenit de San Petersburgo, 2007)
- 1 Copa de la UEFA (Zenit de San Petersburgo, 2008)
- 1 Supercopa de Rusia (Zenit de San Petersburgo, 2008)
- 1 Supercopa de Europa (Zenit de San Petersburgo, 2008)